# Землетрус у Лорці (2011)
Землетрус в Лорка 2011 року стався 11 травня о 18:47:26 за місцевим часом (UTC+2). Землетрус середньої потужності, магнітуда сягнула 5,1 бала за шкалою Ріхтера. Гіпоцентр на глибині близько 1 км, епіцентр на відстані 7 км на північний схід від міста Лорка, що в області Мурсія, що в Іспанії. Основний землетрус є форшоком струсу магнітудою 4,5 бала, що трапився о 17:05 за локальним часом.

## Руйнування
Унаслідок землетрусу загинуло дев'ятеро осіб та ще 293 зазнали травм. У середмісті міста Лорка було пошкоджено багато архітектурних пам'яток. Загалом близько 20 000 будинків зазнали пошкоджень.
Землетрус став найтрагічнішим землетрусом в Іспанії за понад півстолітній проміжок, більше жертв було лише внаслідок семибального землетрусу 29 березня 1954 року. Попри те що на території королівства за останні півстоліття бували й потужніші землетруси, вони не забирали стільки життів.